# Bureau du Génie et des Ponts et Chaussées
Le bureau du Génie et des Ponts et Chaussées est un monument historique des Antilles, installé rue Levassor à Saint-Pierre, en Martinique, face à la maison coloniale de santé.

## Histoire
Les bureaux du Génie sont fondés entre 1667 et 1675. Au XVIIIe siècle, ils deviennent l'habitation-sucrerie Hardy-Desruisseaux. En 1851, les bâtiments tombent dans le domaine public et sont transformés en hospice civil jusqu'en 1855. A cette époque sont construits les trois terrasses superposées, l'escalier central et les deux bassins de la terrasse intermédiaire. Le site, par un accord avec la caserne d'artillerie est utilisé ensuite comme bureaux du Génie et des Ponts-et-Chaussées puis pour le seuls service du Génie à partir de 1862. Lors de l'éruption du 8 mai 1902 de la montagne Pelée, l'établissement administratif est détruit. Le lieu est ensuite utilisé pour l'élevage des coqs de combat et la production de cassave. 
Des campagnes de fouilles commencées en décembre 1988 permettent de nombreuses découvertes? En juillet 1989, le site institué en chantier-école-d'archéologie historique.

## Galerie

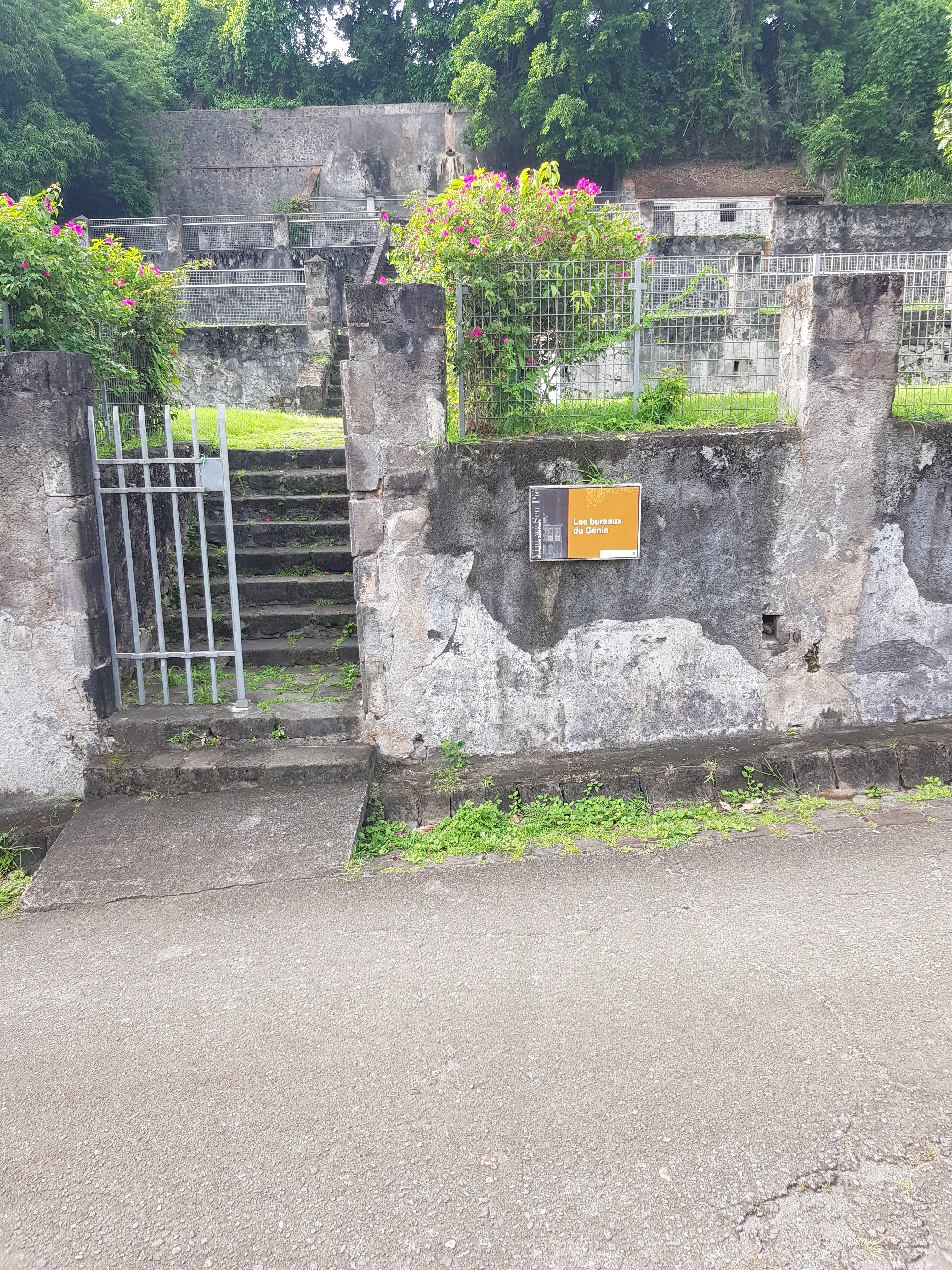
Bureau du Génie et des Ponts et Chaussées, entrée
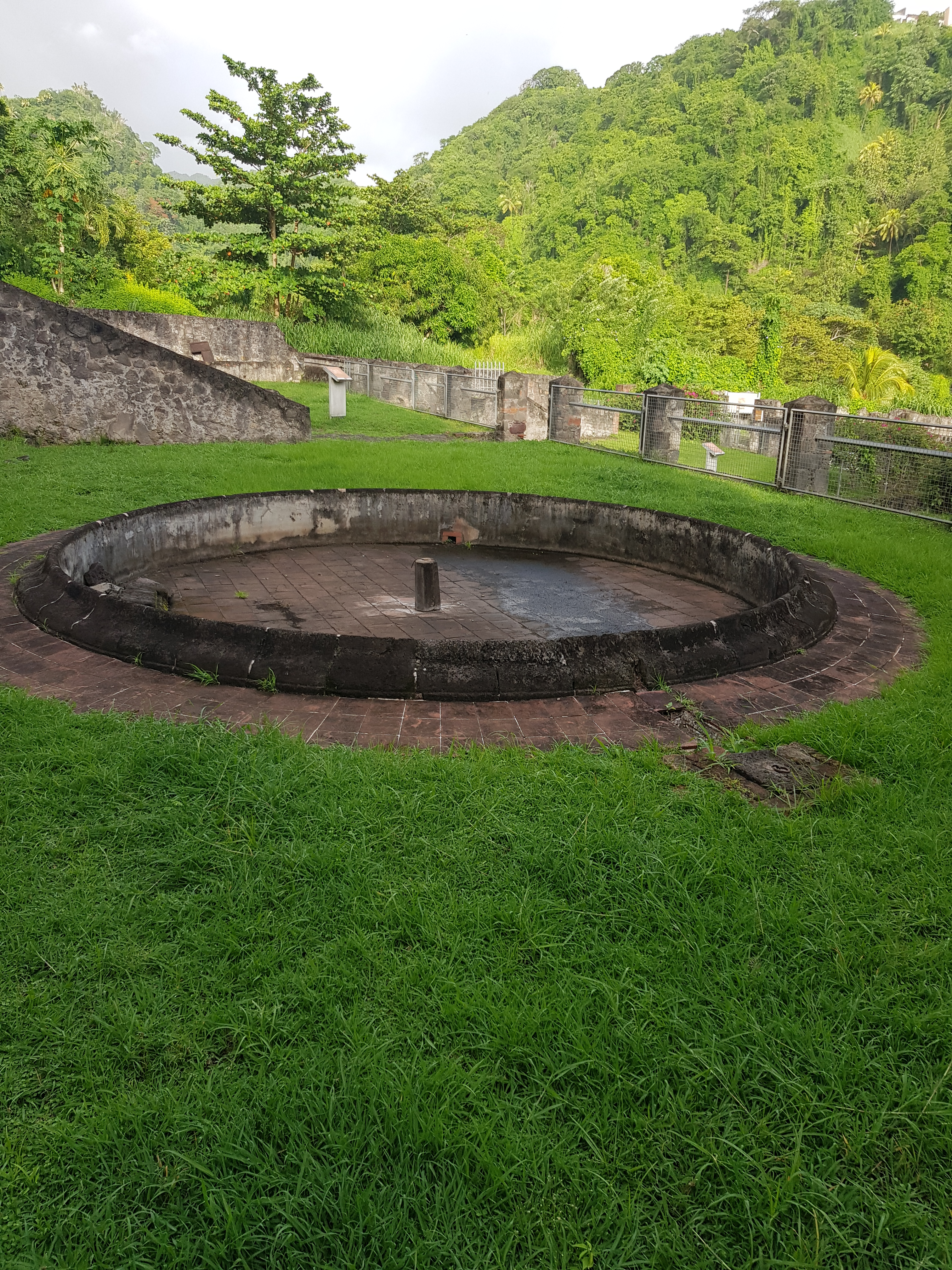
Un des deux bassin de la terrasse intermédiaire
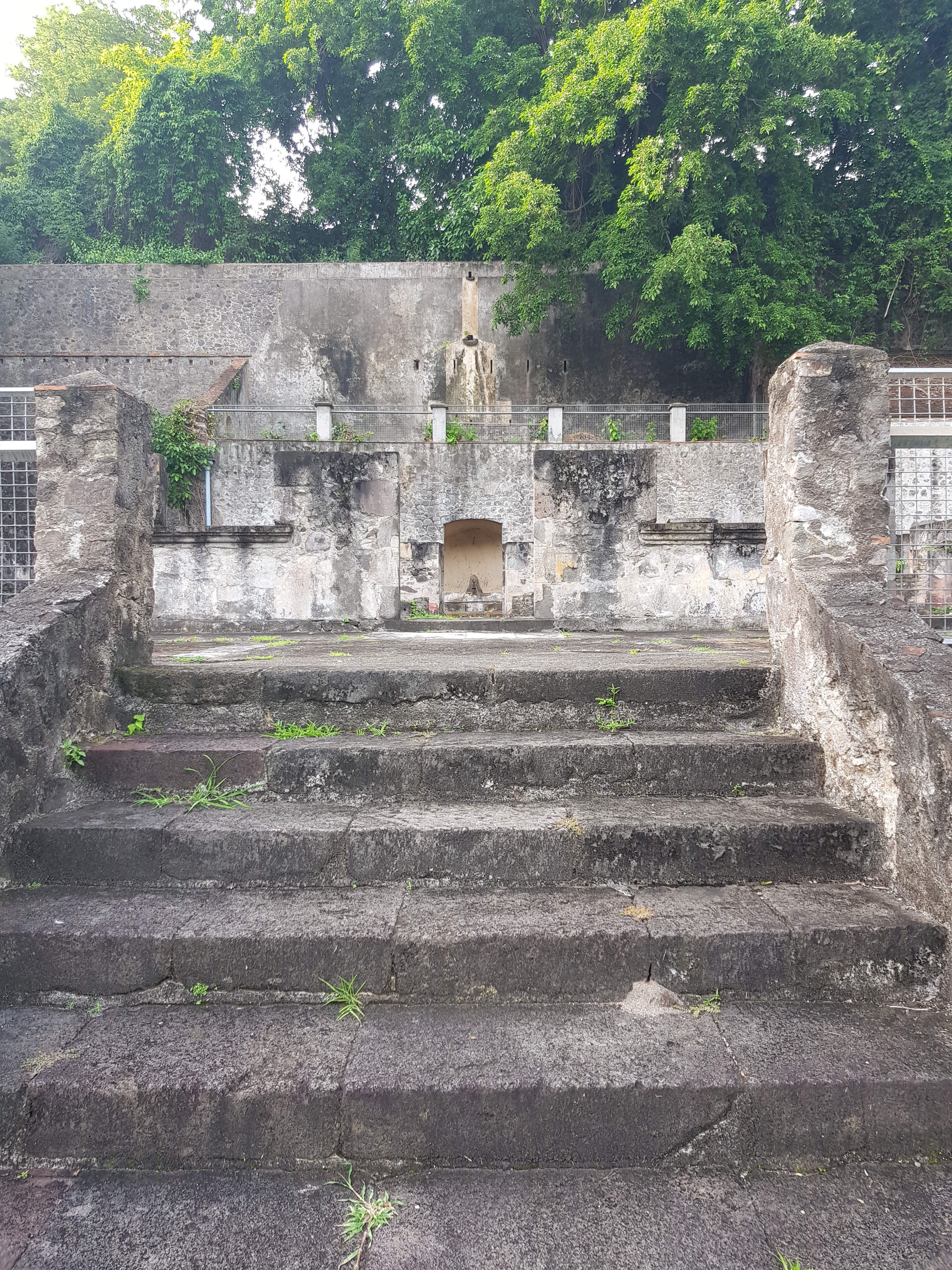
Bureau du Génie et des Ponts et Chaussées, escalier central
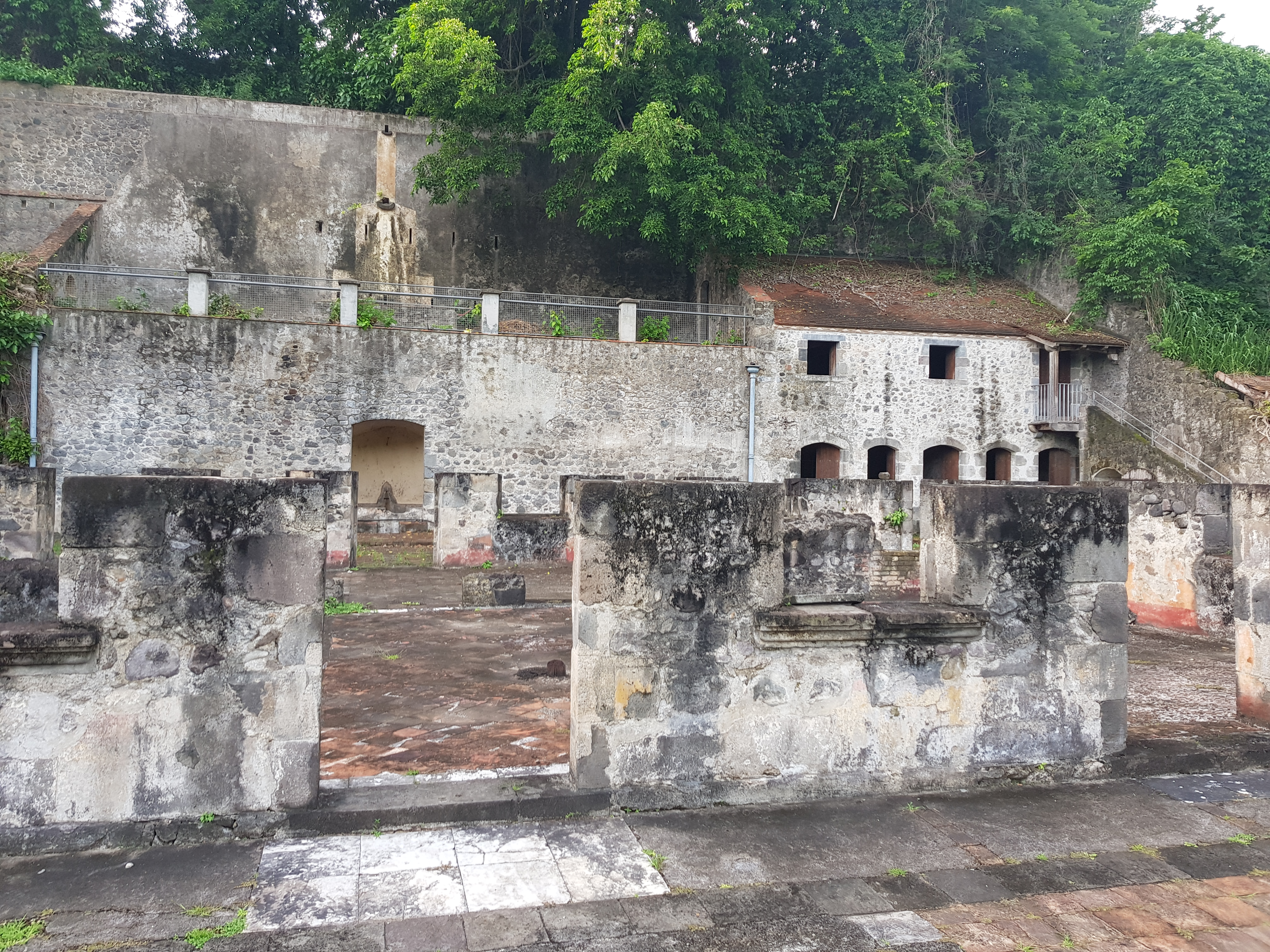
Bureau du Génie et des Ponts et Chaussées, bâtiment central
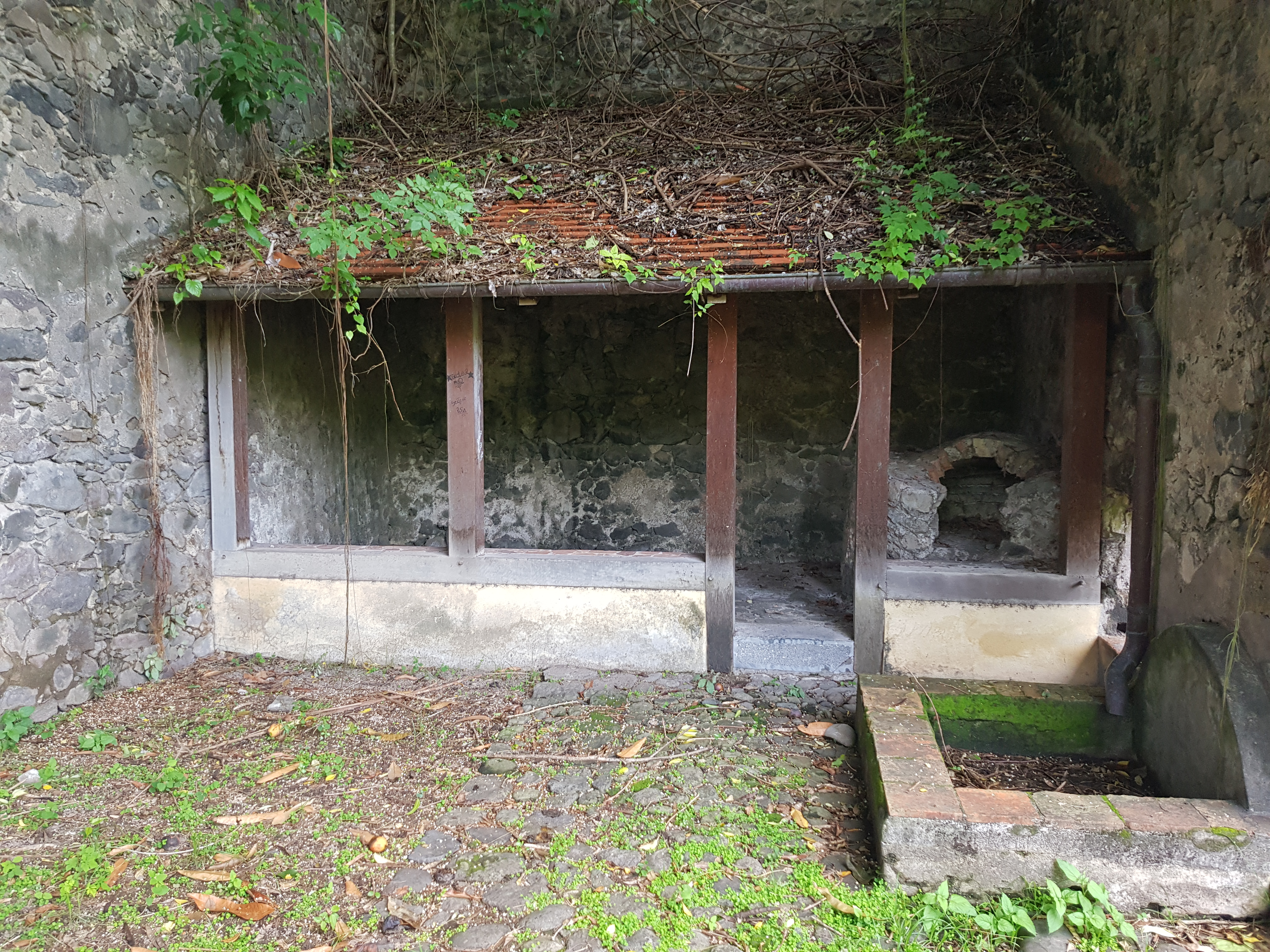
Bureau du Génie et des Ponts et Chaussées, étable gauche
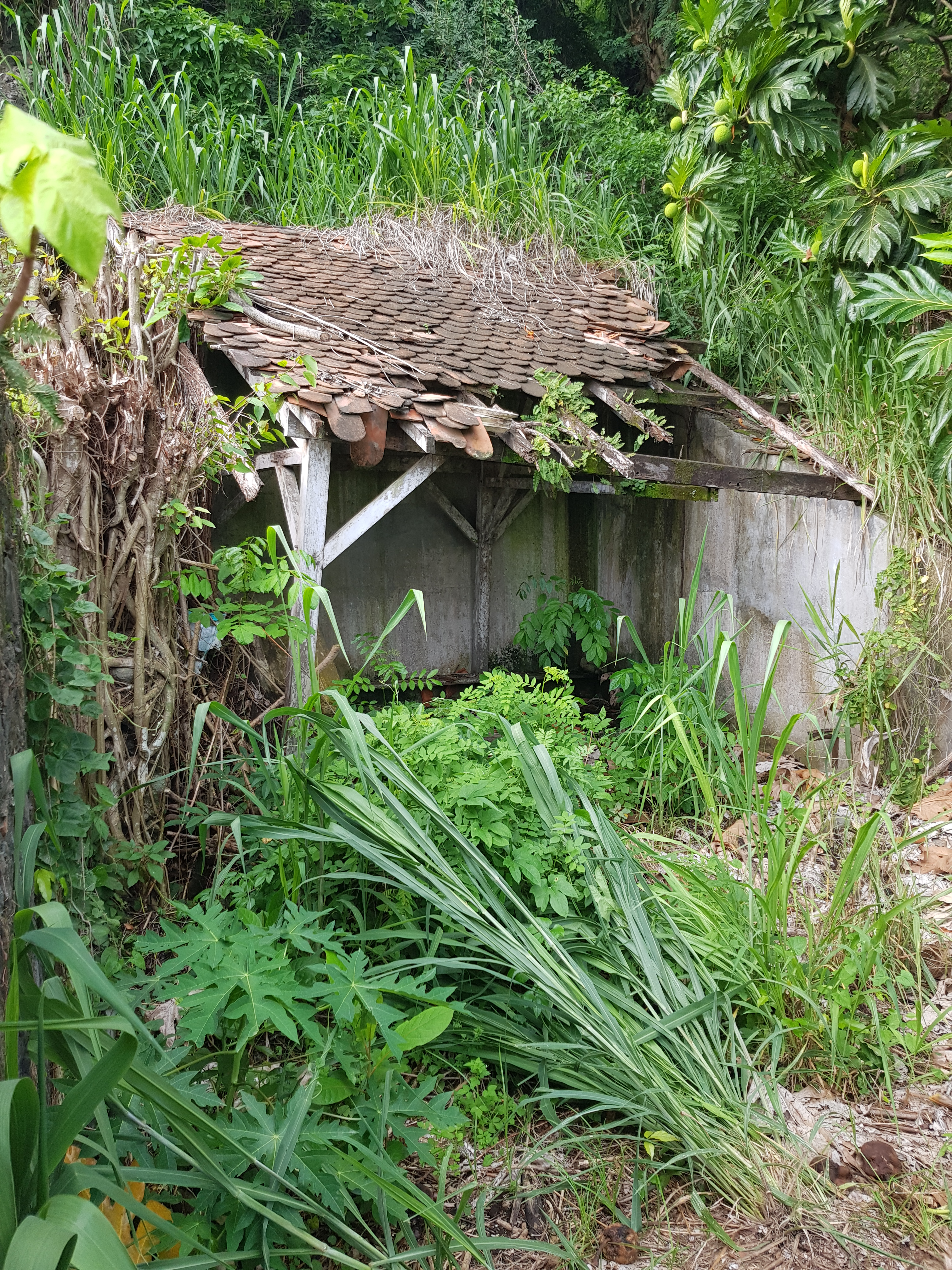
Bureau du Génie et des Ponts et Chaussées, étable droite
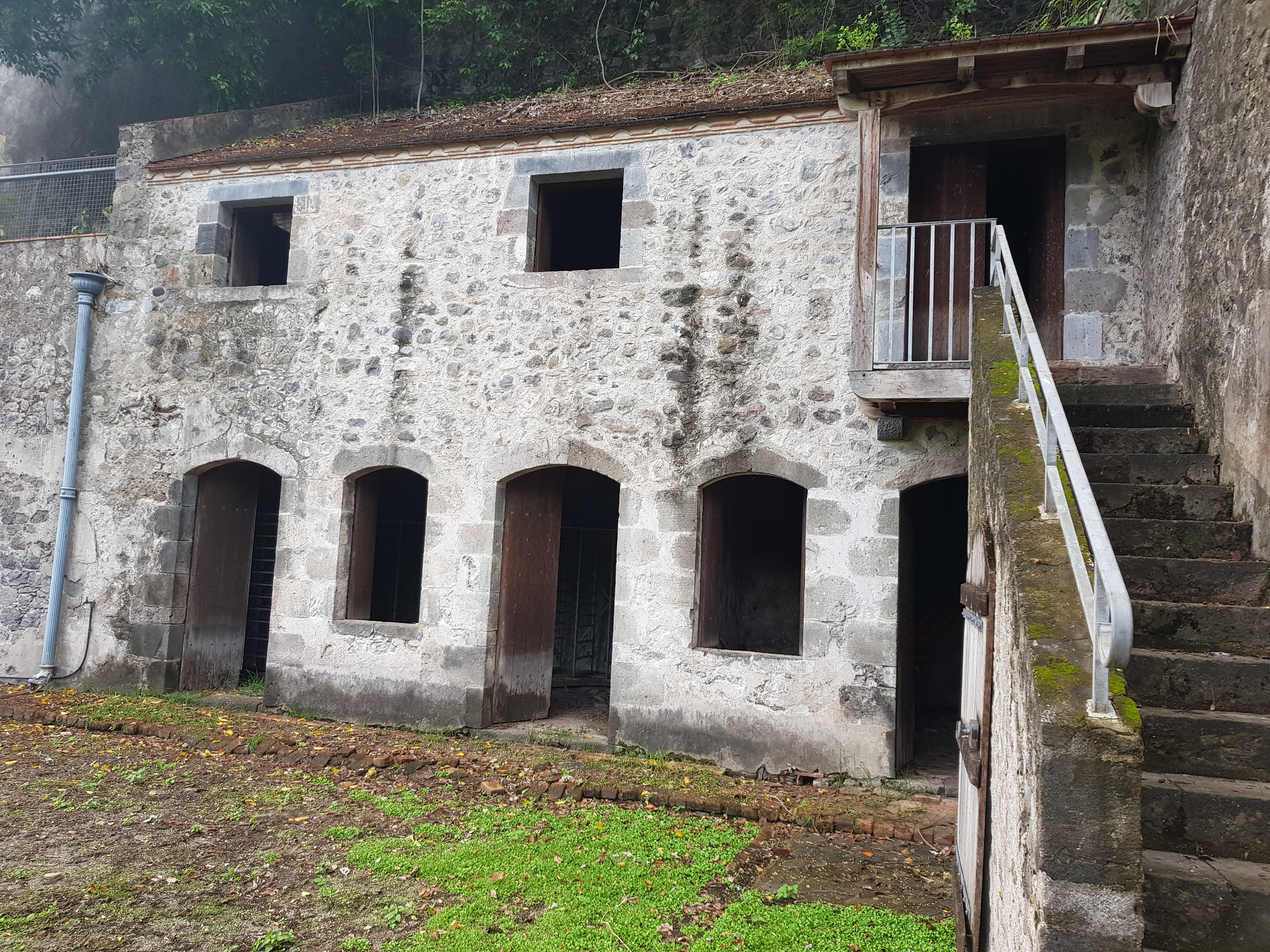
Bureau du Génie et des Ponts et Chaussées, anciens logements
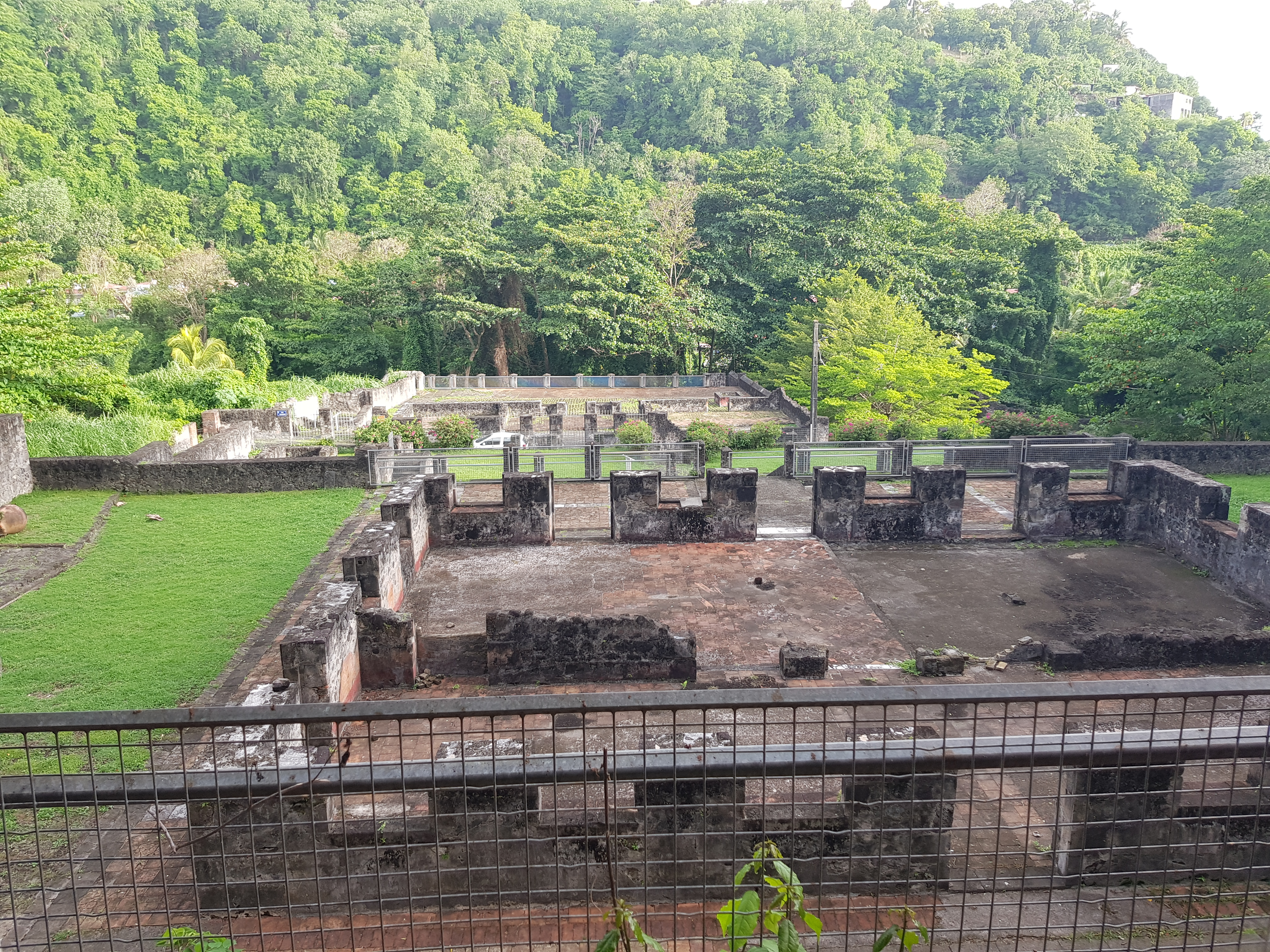
Bureau du Génie et des Ponts et Chaussées, vue d'ensemble de la terrasse avec dans les ruines de la maison coloniale de santé
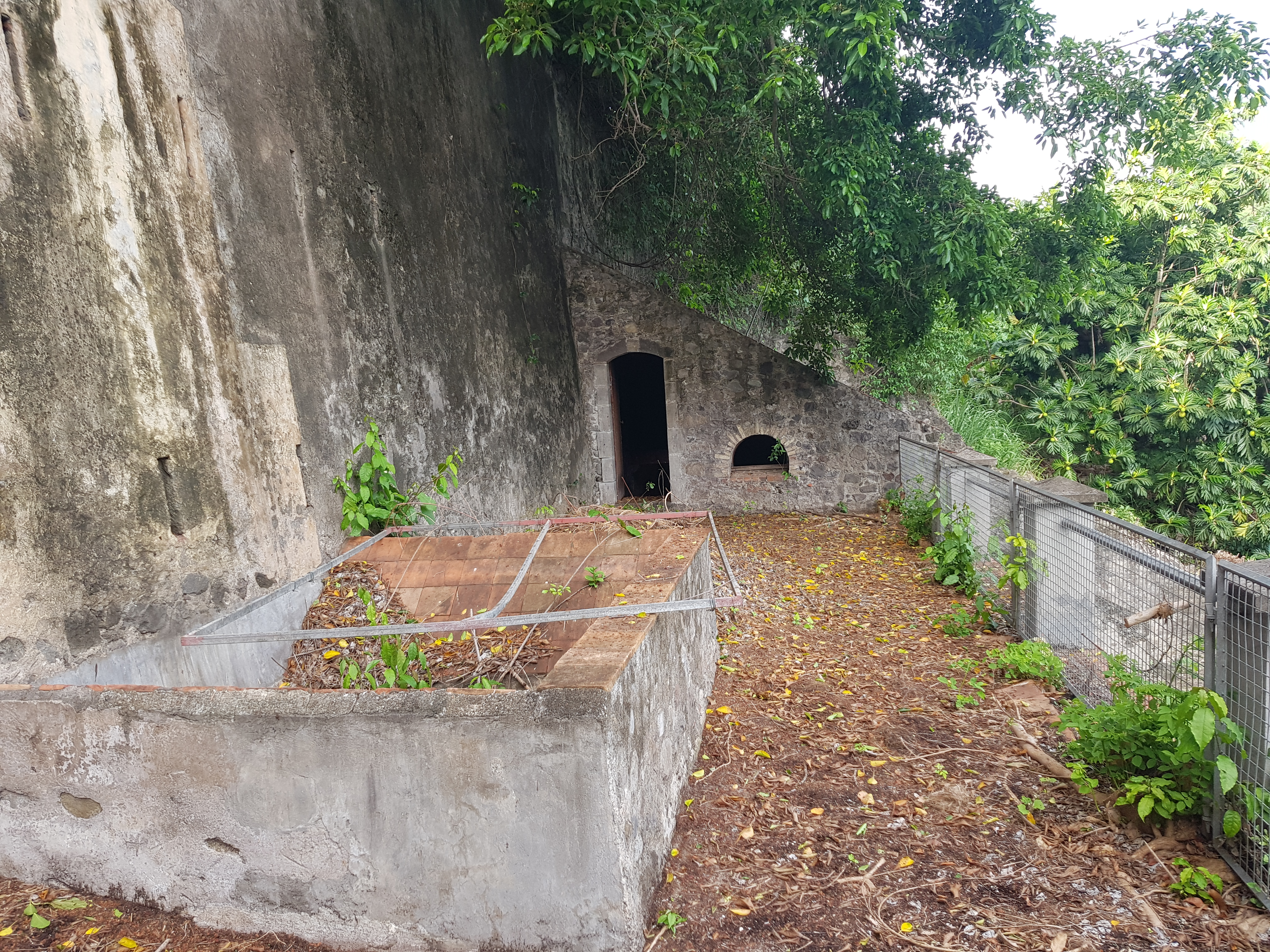
Bureau du Génie et des Ponts et Chaussées, terrasse supérieure
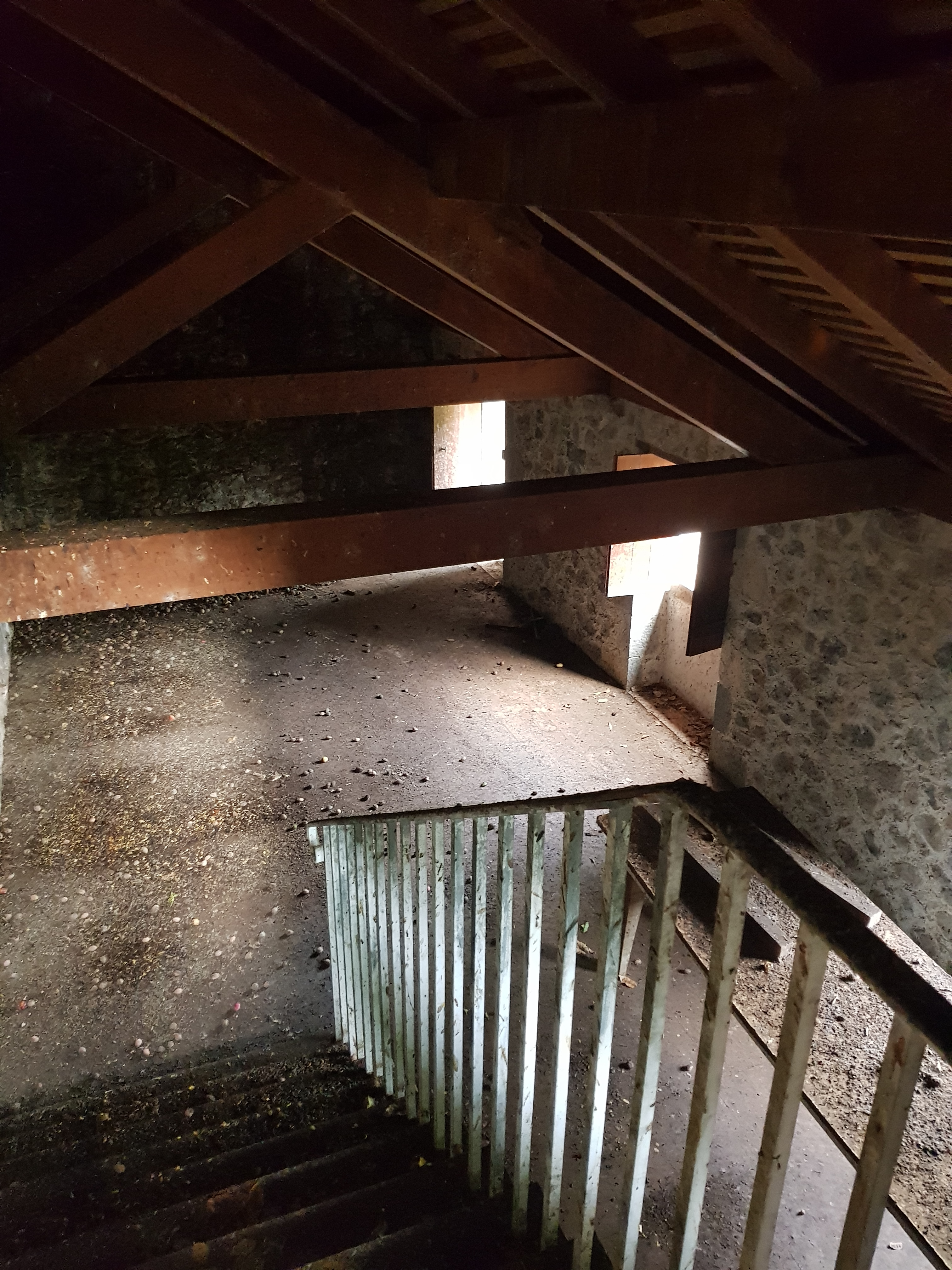
Bureau du Génie et des Ponts et Chaussées, intérieur du seul bâtiment en état
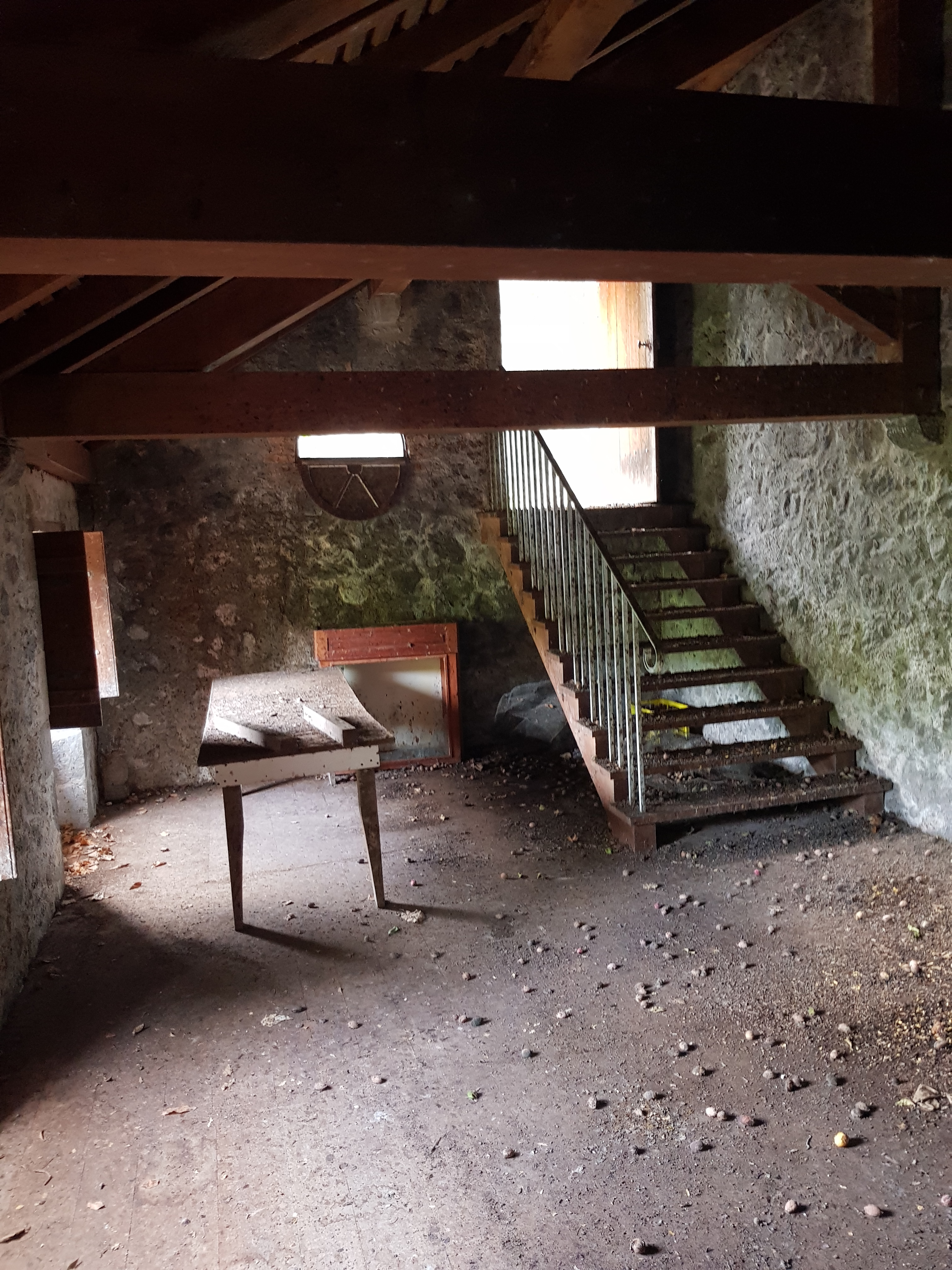
Bureau du Génie et des Ponts et Chaussées, intérieur du logement
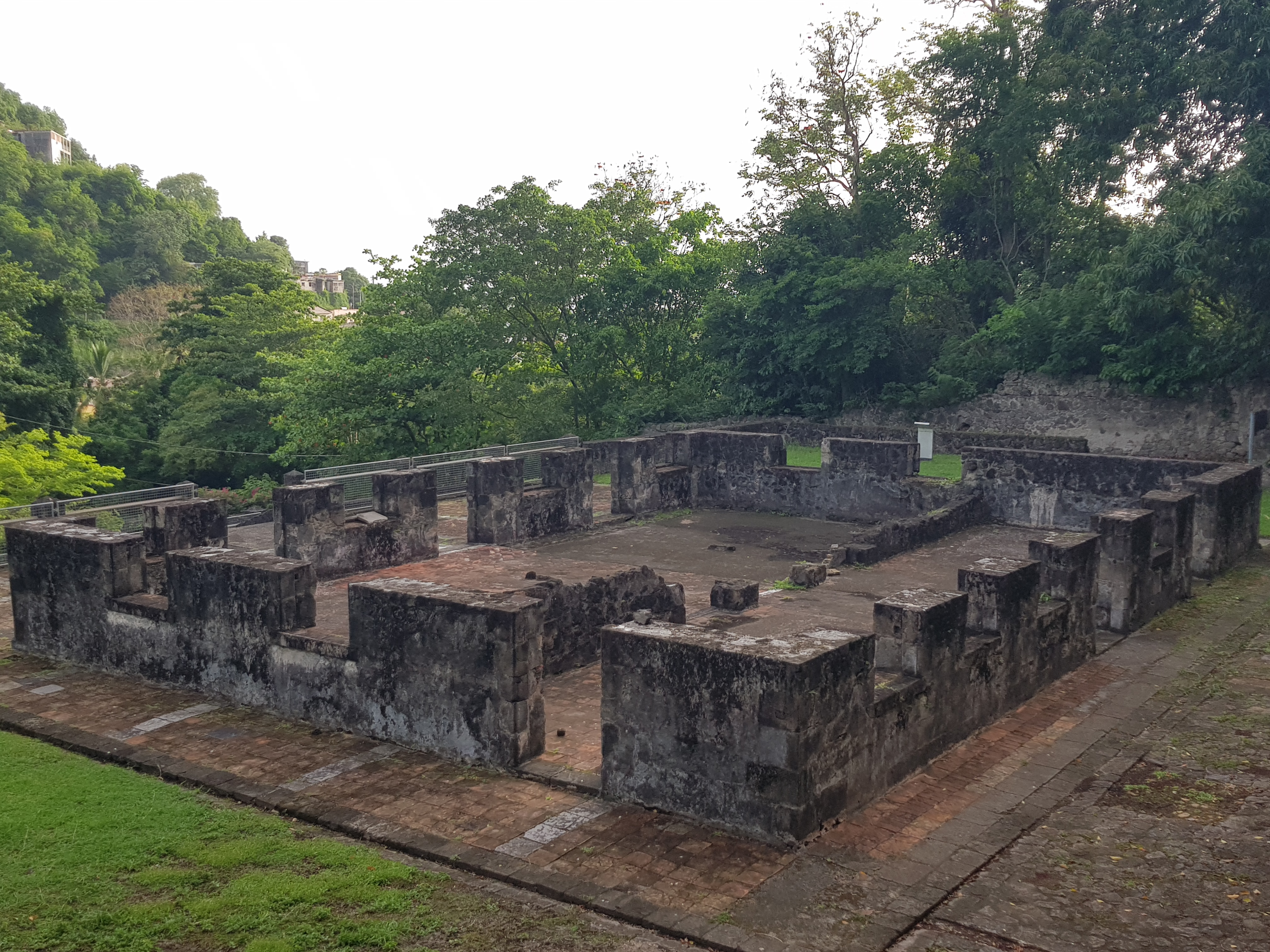
Bureau du Génie et des Ponts et Chaussées, ruines de la demeure principale